# Johannes Artopoeus
Johannes Artopoeus  (Johann Tilenberger, Johannes Becker) (* Speyer, 1520 - Freiburg im Breisgau, 10 de Agosto de 1566), foi humanista e jurista alemão.

## Vida
Estudou primeiramente em Freiburg, tendo-se matriculado na Universidade de Colônia em 23 de Janeiro de 1538, e em 1540 tornou-se Mestre e tutor dos filhos do vice-reitor Matthias von Held (1490-1563) em Freiburg.  Estudou jurisprudência e foi professor de Direito Eclesiástico em Freiburg.  Em 1544 começou a dar aulas de retórica, e em 1545 foi professor de língua grega.  Em 1546 formou-se Doutor em Direito, e durante 1554-1564 foi Decano dos Juristas.  Na qualidade de professor de Direito Canônico (desde 1561), foi também reitor nos anos 1561, 1562 e 1566.  Artopoeus escreveu Discursos e Diálogos Alegóricos sobre questões de ciência e filosofias de vida, além de um panegírico sobre Carlos V e Ferdinando I.  Também publicou algumas parábolas de Erasmo de Rotterdam (Freiburg, 1551).

## Obras
- Germaniae panegyricus in congratulationem adventus Caroli V …, Freiburg i. Br. 1543
- Colloquia duo elegantissima, alterum sensus et rationis, alterum adulationis et paupertatis, quibus viva humanae vitae imago exprimitur, Basileia, 1547
- Loci theologici, Das ist Hauptartickel christl. leere …, Ulm 1547
- Apotheosis Minervae, iam ab obscuritate ignorantiae in aeternam gloriam adsertae, Basileia, 1551
- Monodia divo Carolo V …, Freiburg i. Br. 1562.
- Notæ ad Erasmi Parabolas, Freiburg, 1551.
- Duas orações fúnebres sobre os imperadores Carlos V e seu irmão Ferdinando I, incluída no primeiro volume da coleção de Simon Schardius, sob o título Orationes in Funere Principum Germaniae, Frankfurt, 1566.[3]

## Saiba mais
- Johann Christoph Artopoeus (1626-1702), (* Estrasburgo, 1626 - † 21 de Junho de 1702), foi educador, filólogo clássico e jurista alemão.
Foi também diretor do Ginásio de Estrasburgo.
- Petrus Artopoeus (1491-1563) (* Köslin, Pomerânia, 1491 - † Köslin, Pomerânia, 29 de Março de 1563), foi teólogo e reformador alemão.
- Samuel Artopoeus (1659-1713), (* Estrasburgo, 30 de Setembro de 1659 - † Estrasburgo, 19 de Julho de 1713), foi professor de história em Estrasburgo.